# Union des jeunesses communistes marxistes-léninistes
Pour les articles homonymes, voir Union des jeunesses communistes.
L'Union des jeunesses communistes marxistes-léninistes, UJC (ml), raccourcie UJ, est une organisation révolutionnaire maoïste fondée le 10 décembre 1966 par une centaine de militants exclus de l'Union des étudiants communistes (UEC) proche du PCF.
Dirigée notamment par Robert Linhart, Benny Lévy, Tiennot Grumbach et Jacques Broyelle, elle est principalement implantée à Paris à l'École normale supérieure et à la Sorbonne dans les disciplines littéraires. Dissoute le 12 juin 1968 par un décret du président de la République, elle donne naissance à la Gauche prolétarienne, tandis que d'autres militants fondent Vive la révolution (VLR).

## Historique

### Ébullition militante du début des années 1960: chute des «Italiens», émergence du «cercle d'Ulm» et éclatement de l'UEC
L'Union des étudiants communistes (UEC) est traversée au début des années 1960 par d'importants mouvements de contestation cherchant notamment à l'émanciper de la tutelle du Parti communiste français (PCF) : ainsi, le 27 octobre 1960, en pleine guerre d'Algérie et contre l'avis du comité central du PCF, son bureau national (BN) appelle à manifester contre la guerre, aux côtés de l'Union nationale des étudiants de France (UNEF).
Cette fronde passe également par l'organe de l'UEC, Clarté, situé au 3, place Paul-Painlevé depuis 1962 et largement contrôlé par ceux qu'on appelle les « Italiens »,, qui parviennent à emporter le BN lors du VIe congrès de l'UEC qui se tient à Châtillon-sous-Bagneux en mars 1963. Est adopté à cette occasion un programme relativement autonome, en ce qui concerne notamment la nouvelle situation étudiante et l'alliance avec les ouvriers, et le délégué des Jeunesses communistes italiennes est ovationné, au moment même où les relations entre le PCF et le Parti communiste italien de Palmiro Togliatti sont conflictuelles.
Le PCF décide de reprendre la main et de marginaliser l'« aile italienne ». Le VIIe congrès, réuni à Palaiseau en mars 1964, est marqué par le statu quo. En décembre 1964, le bureau national de l'UEC, attaqué par le Comité central du PCF, après la destitution de Nikita Khrouchtchev le 15 octobre, décide de faire paraître dans Clarté une lettre au Comité. Celle-ci, véritable « testament politique » des « Italiens », est publiée dans le numéro de janvier 1965 : c'est un violent réquisitoire contre le stalinisme, « déviation grave du marxisme », appelant à en finir avec l'« ouvriérisme » et plaidant pour une autonomie complète de l'UEC à l'égard du PCF. Le VIIIe congrès de l'UEC, qui a lieu à Montreuil, dans le parc de Montreau, début mars 1965, est marqué par la chute des « Italiens », avec l'appui du cercle d'Ulm. Plusieurs des membres de ce cercle sont proches de Louis Althusser, mais celui-ci ne quittera jamais le Parti communiste. Ce cercle publie une revue ronéotée Les Cahiers marxistes-léninistes qui connaîtra quinze numéros. Certains des membres de ce courant ou des proches entrent à la direction de l'UEC mais ils s'organisent entre eux comme une fraction, ce qui est interdit par les principes des mouvements communistes. Leur cible politique principale est le « révisionnisme », terme qui inclut aussi bien la coexistence pacifique dans la version de Khrouchtchev que le manque de détermination du Parti communiste dans les conflits sociaux et politiques.

### Contexte en 1965
À partir du milieu des années 1960, dans le sillage de la guerre d'Algérie et d'évolutions sociales, les mouvements de jeunesse en général se transforment en lieux de contestation. La Jeunesse ouvrière chrétienne et la Jeunesse étudiante chrétienne deviennent des forces d'opposition au sein de l'Église catholique et les dirigeants de la JEC, après un débat public avec les évêques dont ils sortent majoritaires, sont néanmoins sont exclus en mars 1965, avant de fonder en novembre 1965 la Jeunesse universitaire chrétienne, avec Nicolas Boulte et Henri Nallet. Des jeunes de l'Union des étudiants communistes font de même que quelques mois plus tard, avec la création de la Jeunesse communiste révolutionnaire le 2 avril 1966 puis de l'UJC (ml) par un congrès de janvier-février 1967.
Dès janvier 1966, Claude Chisserey, à la fois membre du PCI et de l'UEC, s'est levé avec Alain Krivine, ex-directeur de l'Union des étudiants communistes huit ans plus tôt, pour chanter L'Internationale lorsque la nouvelle direction communiste de l'UEC a proposé de les exclure, à la demande de Paul Laurent, Roland Leroy et Jean-Michel Cathala. Claude Chisserey ne suivra cependant pas Krivine à la JCR.

### Création de l'UJC (ml) et élaboration de la ligne: enquêtes et établissement
Les militants qui organisent le courant proche du cercle d'Ulm décident de faire une scission par rapport à l'UEC. Un des conflits de cette période a porté sur le soutien du Parti communiste à la candidature unique pour la gauche de François Mitterrand à l'élection présidentielle de décembre 1965. À partir du printemps 1966 le groupe de militants qui va former la future UJC (ml) admire la Révolution culturelle qui commence en Chine et entreprend de diffuser le Petit Livre rouge traduit en français. Les tensions avec le Parti communiste s'accentuent, alors que les militants trotskistes créent en avril 1966 la JCR. Et fin 1966 les militants qui dirigent l'organisation décident de la faire apparaître au grand jour, ce qui veut dire sortir de l'UEC et du PCF. Au cours de son Ier Congrès qui se tient en janvier-février 1967, l'UJC (ml) adopte une résolution politique, développant les principes qu'elle entend défendre :
« 1° L'UJC (ml) doit diriger la lutte des classes à l'université et dans la jeunesse ; elle doit mener une lutte idéologique intransigeante contre l'idéologie bourgeoise et son complice, révisionniste, contre l'idéologie petite-bourgeoise : particulièrement l'idéologie pacifiste, humaniste et spiritualiste.
Elle doit développer les idées du communisme scientifique.
2° Pour ce faire, l'UJC (ml) doit continuer à progresser dans la formation théorique et politique de ses militants.
Elle doit créer une université rouge qui pourra se mettre au service des ouvriers avancés, de tous les éléments révolutionnaires.
3° L'UJC (ml) doit être à la tête des luttes anti-impérialistes dans la jeunesse, à la tête du front uni de la jeunesse contre l'impérialisme américain, ennemi principal des peuples du monde entier.
L'UJC (ml) contribuera de toutes ses forces à imposer contre toutes les manœuvres confusionnistes et provocatrices un soutien puissant, sans réserves, à la guerre populaire que mènent victorieusement nos camarades vietnamiens.L'UJC (ml) impulsera les luttes contre l'impérialisme français.
4° L'UJC (ml) contribuera à former des intellectuels révolutionnaires qui se lieront aux ouvriers et au peuple travailleur. Elle instituera de nouvelles formes d'organisation qui rendront possible la réalisation de cette tâche. »
Pour l'UJC (ml), les étudiants doivent se mettre à l'écoute des masses : procéder par « enquêtes » — conformément aux paroles de Mao Zedong pour qui « la seule méthode qui permette de connaître une situation, c'est d'enquêter sur la société, sur la réalité vivante des classes sociales » —, se lier in concreto et non in abstracto aux masses ouvrières en allant travailler dans les usines comme « établis ». Après la série d'enquêtes débutées à l'été 1967, la première vague d'établissements a lieu à l'automne 1967 : Nicole Linhart s'établit aux Charcuteries Géo au Kremlin-Bicêtre et Claudie Broyelle à Montrouge. Une des idées est de militer au sein de la CGT pour organiser des combats de classes déterminés. 

#### Les Comités Viêtnam de base et leur branche militaire
L'UJC (ml) crée par ailleurs au début de 1967 les Comités Viêtnam de base (CVB) — par opposition au Comité Vietnam national (CVN) proche de la JCR — pour défendre le régime du Nord-Viêtnam et pour diffuser la propagande du FLN sud-vietnamien contre l'armée américaine et publie le journal Garde rouge. Le FLN vietnamien est considéré comme exprimant une ligne politique juste qui ne doit pas être critiquée. Des militants vendent des journaux qui en émanent comme Le Courrier du Vietnam. 
Cette ligne attire de nombreux adhérents ou sympathisants. L'UJC (ml) crée aussi le Mouvement de soutien aux luttes du peuple (MSLP), dont le journal, dirigé par Roland Castro, est la première version de La Cause du peuple. Le premier numéro est vendu le 1er mai 1968, à l'occasion du traditionnel défilé syndical et ce malgré de violents heurts avec le service d'ordre de la CGT.

#### La branche militaire des Comités Viêtnam de base
Afin d'organiser le service d'ordre des manifestations mais aussi de mener des actions « militaires » contre l'extrême droite, le PCF ou la police, l'UJC (ml) se dote d'une branche paramilitaire, les GPA (Groupes de protection et d'autodéfense), dirigée par Olivier Rolin et animée par Jean-Marc Salmon, Jacques Rémy, Jean-Claude Zancarini (dit « Tarzan »), Didier Truchot, Jean-Paul Cruse (dit « Paulo ») ou encore Maurice Brover (dit « Momo »). Le 28 avril 1968, les GPA attaquent à Paris l'exposition sur les « crimes » des Vietcongs organisée par le Front uni de soutien au Sud-Viêtnam dirigé par Roger Holeindre qui se tient, 44, rue de Rennes, au siège de la Société d'encouragement pour l'industrie nationale. Les étudiants de la Sorbonne s'attendent alors dans les jours qui suivent à une riposte de l'extrême droite, le mouvement Occident ayant déclaré vouloir se venger. Le 3 mai, le rassemblement des différents services d'ordre des organisations d'extrême gauche dans la cour de la Sorbonne provoque l'intervention de la police et la première émeute de Mai 68.

### UJC (ml) et Mai 68: un rendez-vous manqué?

#### Le Congrès des Comité Vietnam de base les 30 et 31 mars
Les 30-31 mars 1968 se tient à Paris le premier Congrès des Comités Vietnam de base (CVB), qui annonce 120 CVB à Paris et région parisienne, 150 en province. Dans la foulée, du 1er au 3 avril, dans une série de trois article de Michel Legris, Le Monde se demande : « Qui sont les “pro-chinois” en France ? »,,,.

#### Quand l'UJCml ne participe à aucune manifestation
Début mai, partie de la direction de l'UJC (ml), et en premier lieu Robert Linhart, condamne toutefois le mouvement naissant, jugeant les manifestations étudiantes « petites-bourgeoises ». Persuadée que les étudiants sont victimes d'un « complot social-démocrate » qui vise à les tenir éloignés de la classe ouvrière et à limiter le mouvement à des « objectifs réformistes », l'UJC (ml) décide de ne participer à aucune manifestation. De fait, Robert Linhart est éloigné de la direction de l'organisation. Elle prône un rapprochement entre étudiants et ouvriers. Le début de la grève générale semble confirmer l'optimisme de l'UJC (ml) sur cette alliance étudiants-ouvriers.
L'UJC (ml) prône alors l'entrisme au sein de la CGT et attaque les anarchistes.

### Dissolution du 12 juin et implosion
À la suite des violents affrontements à l'usine Renault de Flins et à Peugeot-Sochaux, l'UJC (ml) est interdite par décret du Président de la République le 12 juin 1968, deux jours après la mort du lycéen Gilles Tautin, à Meulan, qui se noie en tentant d'échapper à la police après une action des maos.
À l'été 1968, après une réunion clandestine de la direction, tenue début juillet dans un appartement du 12e arrondissement de Paris, non loin de la place Daumesnil, les militants de l'ex-UJC (ml) organisent une « longue marche » à la rencontre de la « France populaire » au cours de laquelle jeunes lycéens, étudiants et quelques enseignants vont participer aux travaux et aux luttes de la paysannerie : Benny Lévy à Sochaux, Monique et André Cuisinier à Lyon, Nicole et Robert Linhart en Languedoc, avec des ouvriers de Citroën, Gérard Miller dans la région nantaise, Jean Terrel, président de l'UNEF, Jean-Pierre Le Dantec et Gérard Vallerey dans les Côtes-du-Nord.
La fin de l'été 1968 est marquée par l'implosion de l'ex-UJC (ml). Une minorité de militants, autour de Benny Lévy et son frère Tony, Christian Riss, Jean Schiavo, Olivier Rolin, Jean-Claude Zancarini, Maurice Brover, Serge July, Alain Geismar, Jean-Paul Cruse, Gilbert Castro, Jacques Theureau, Jean-Pierre Le Dantec, Bernard Liscia et Robert Linhart — éloigné cependant du Comité exécutif du fait de son « établissement » à l'usine Citroën de la porte de Choisy — fonde la Gauche prolétarienne. Selon Christophe Bourseiller, la majorité d'entre eux, tels Claudie et Jacques Broyelle, André et Monique Cuisinier, Arnold Bac ou Gérard Vallerey, aurait cependant rejoint le Parti communiste marxiste-léniniste de France (PCMLF), d'autres fondant Vive le communisme qui se transformera en Vive la révolution (VLR), dont firent partie l'architecte Roland Castro, Tiennot Grumbach, ainsi que l'historien Stéphane Courtois (courant mao-spontex).

#### Ouvrages
- Christophe Bourseiller, Les maoïstes. La folle histoire des gardes rouges français, Éditions du Seuil, coll. « Points – essais », 2008.
- Hervé Hamon et Patrick Rotman, Génération, 1. Les années de rêve ; 2. Les années de plomb, Éditions du Seuil, 1988.
- François Hourmant, Les Années Mao en France : avant, pendant et après mai 68, Éditions Odile Jacob, 2018.
- Patrick Kessel, Le Mouvement « maoïste » en France, UGE – 10/18, 2 tomes : 1972 et 1978.

#### Articles
- Mathieu Dejean, « Comment le maoïsme a séduit une partie de la jeunesse des années 68 en France », Les Inrockuptibles, 9 mars 2018, [lire en ligne].

## Archives
- Inventaire du fonds d'archives des Comités Viêtnam de base conservé à La contemporaine.